# Maison des Stria
 (novembre 2024).
La maison des Stria (en italien : Casa degli Stria) est un bâtiment historique de la ville d'Ivrée au Piémont en Italie.

## Histoire
La maison appartenait à l'importante famille des Stria. C'est ici qu'en 1391, Amédée VII de Savoie signe, avec les nobles du Canavais et les représentants des Tuchini, un accord qui met fin au Tuchinaggio,.
Les frises du palais sont reproduites en 1884 par Alfredo d'Andrade dans le bourg médiéval du Valentino à Turin,.

## Description
Le bâtiment se situe le long de la via Siccardi, dans le centre historique de la ville.
La façade conserve une corniche décorative en terre cuite avec des arcs trilobés, du feuillage et une corde entrelacée, témoignant d'une maison noble du Moyen Âge,.

## Galerie d'images

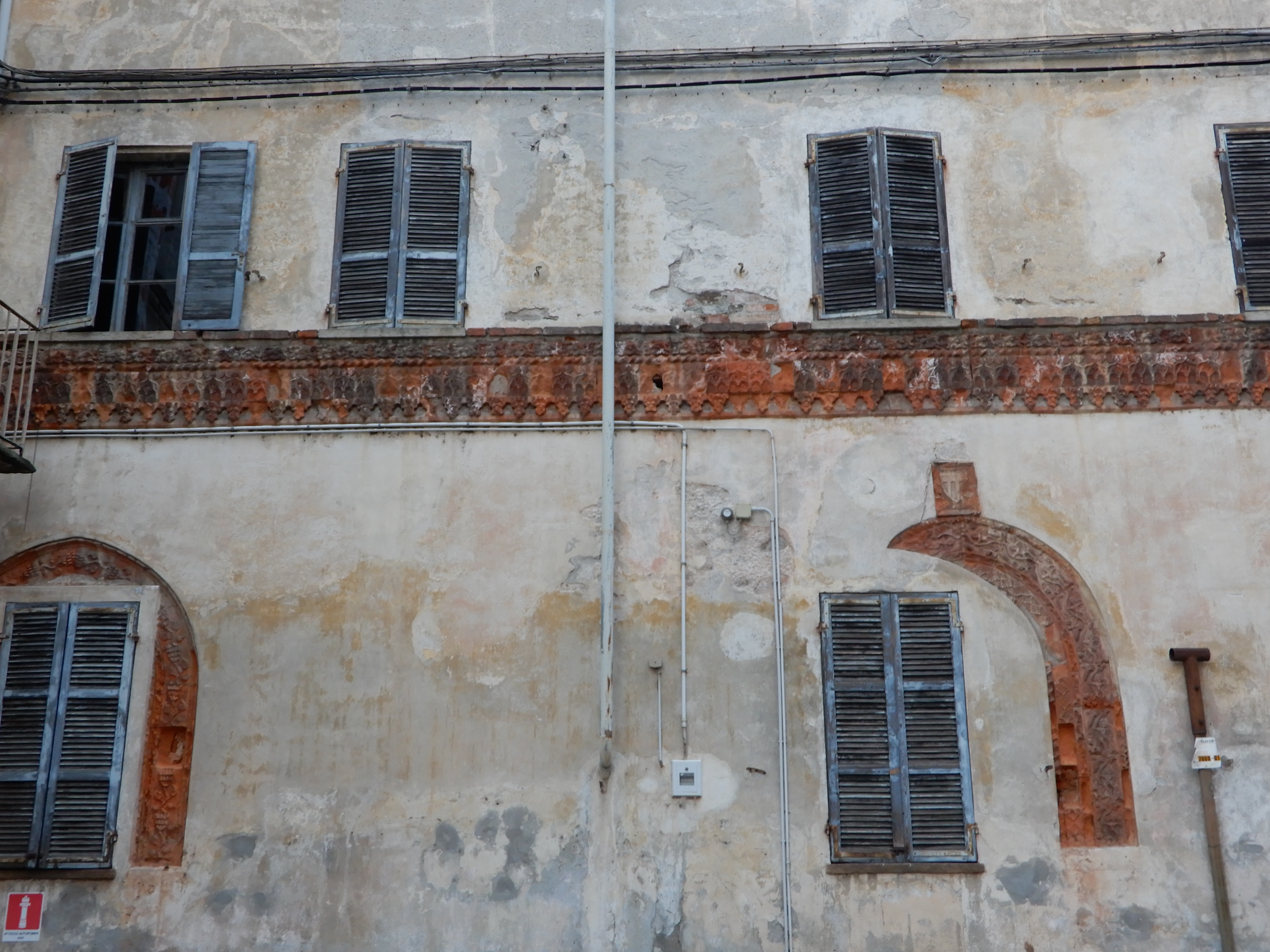
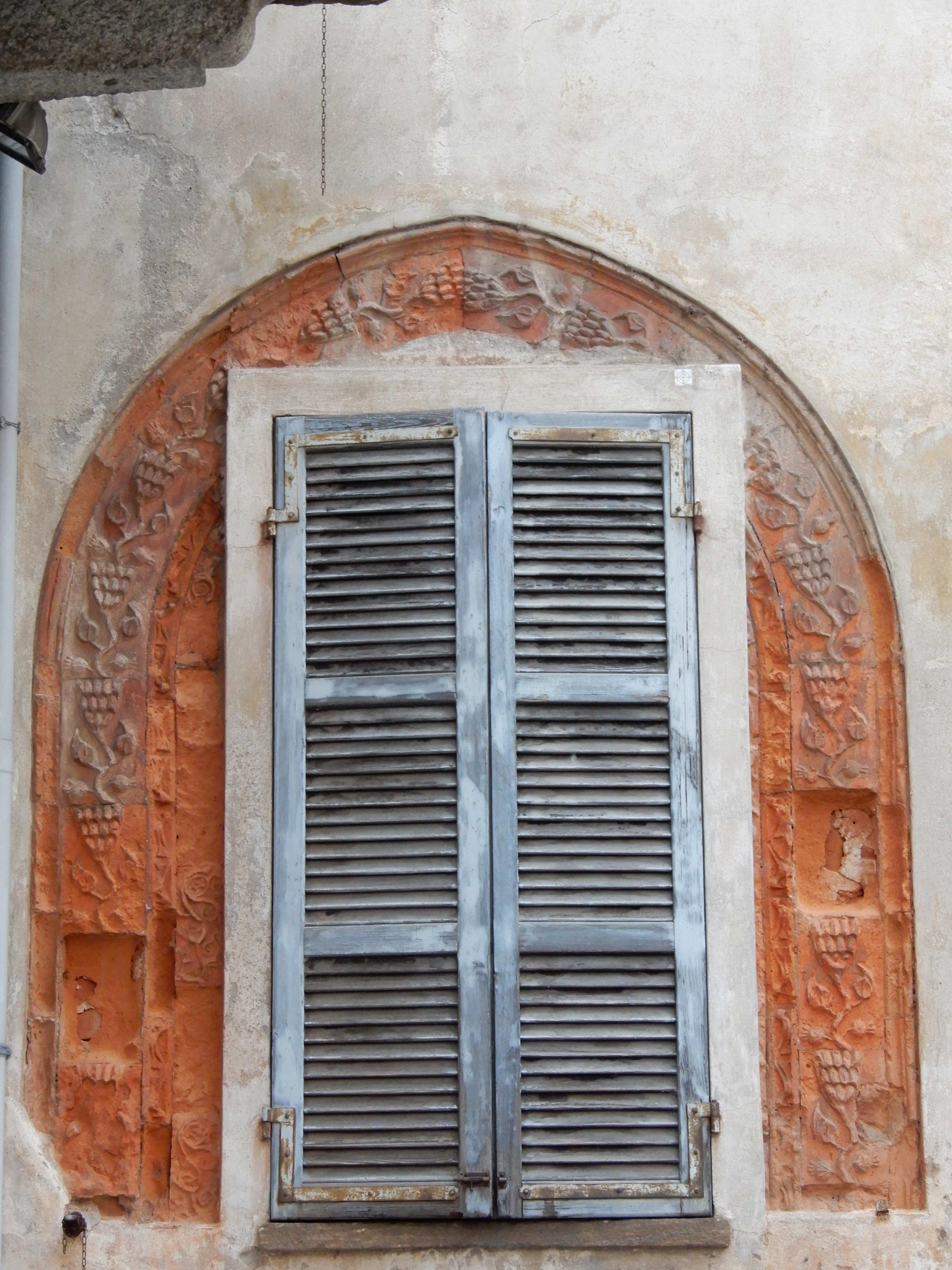
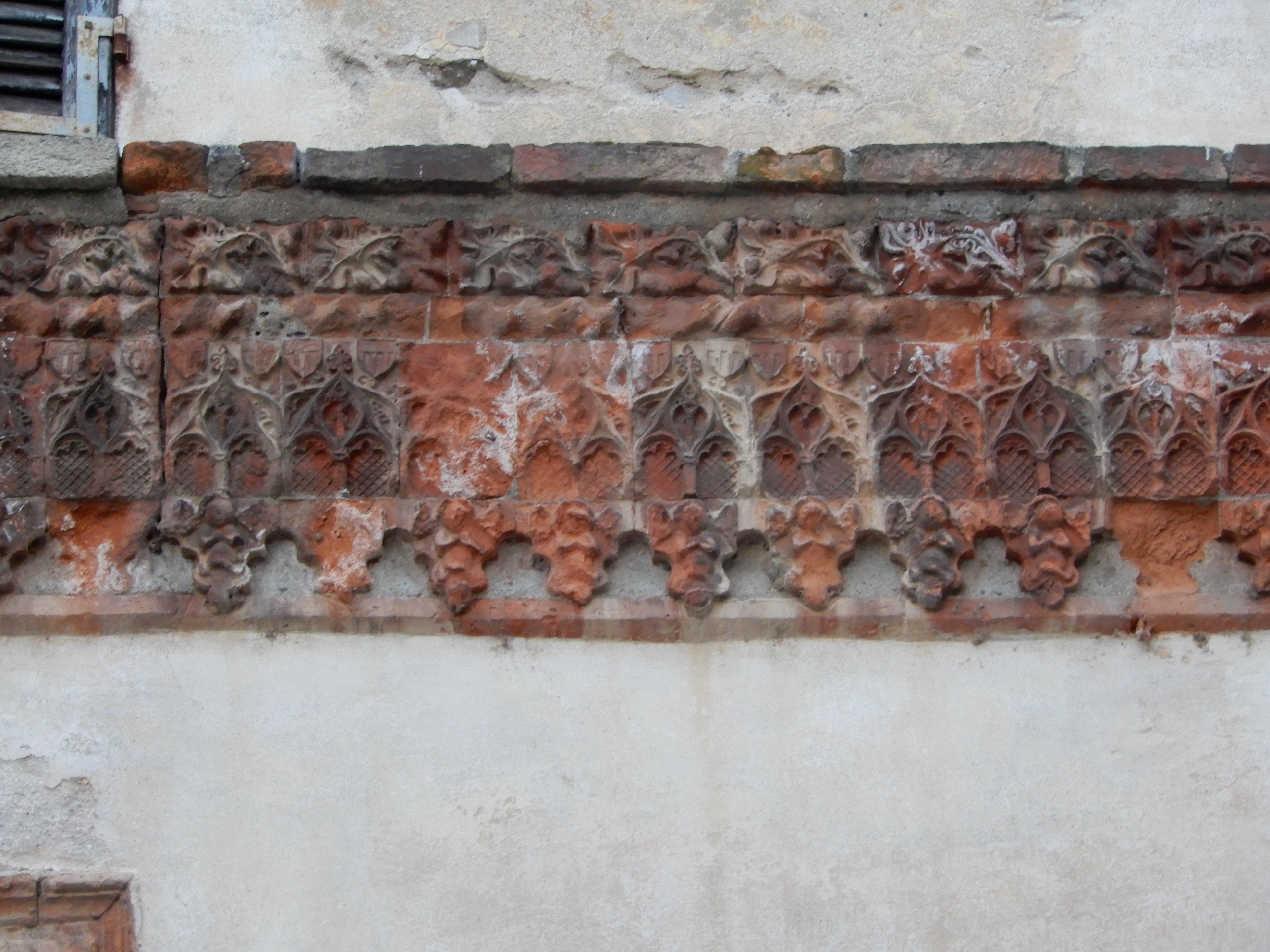